# Digitale Kompetenz
Digitale Kompetenz ist die Kompetenz, sich in einer Informationsgesellschaft zurechtzufinden, in ihr zu lernen, zu arbeiten und am digitalen Lifestyle teilzunehmen. Digitale Kompetenz schließt mehr als reine Computeranwendungskenntnisse ein und „umfasst eine breite Palette von Verhaltensweisen, Strategien und Identitäten, die in einem bestimmten digitalen Umfeld wichtig sind“.

## Nähere begriffliche Eingrenzung

### Von der Kompetenz in den Wissenschaften zur digitalen Kompetenz
Der Begriff Kompetenz wird von vielen verschiedenen Wissenschaften verwendet, um grundlegende Fähigkeiten des Menschen zu beschreiben, die weder durch Reifungsprozesse noch durch die Genetik entstanden sind. Die Kompetenz entwickelt sich durch die Interaktion mit der eigenen Umwelt und ist somit selbstorganisiert. Wenn eine Person über eine bestimmte Kompetenz verfügt, verfügt sie über ein bestimmtes Wissen. Als Handlungsgrundlage ist situationsbezogenes Wissen von großer Bedeutung.
Eine wichtige Grundlage für kompetente Handlungen im Allgemeinen ist das Handlungskompetenzmodell. Es verweist auf die Wechselwirkungen zwischen verschiedenen Kompetenzen und der darauf folgenden Weiterentwicklung. Das Modell setzt sich aus 4 Kompetenzklassen zusammen:
Fachlich-methodische Kompetenzklasse
Der Mensch muss selbstorganisiert Lösungen für sachliche Probleme finden und sein Wissen bewerten und ordnen können.
Aktivitäts-umsetzungsorientierte Kompetenzklasse
Der Mensch soll selbstorganisiert handeln, um seine Pläne und Absichten umsetzen zu können.
Sozial-kommunikative Kompetenzklasse
Der Mensch kann sich mit anderen Menschen auseinandersetzen und mit ihnen kommunizieren. Das impliziert beziehungsorientiertes Handeln.
Personale Kompetenzklasse
Der Mensch muss sich selbst einschätzen, ebenso wie sich weiterentwickeln können.
Dieses Modell spiegelt sich auch in der Digitalen Kompetenz wider. Diese wird mittlerweile als eine der wichtigsten Komponenten in Politik, Bildung und Wirtschaft verstanden. Unter ihren Begriff fallen nicht nur Fertigkeiten in Bezug auf Computertechnologien, Informationskompetenz und Medienkompetenz. Es inkludiert auch soziokulturelle Fähigkeiten auf gesellschaftlicher sowie persönlicher Entwicklungs- und Gestaltungsebene.

### Sieben Teilbereiche der digitalen Kompetenz
Die digitale Kompetenz lässt sich grob auf sieben Teilbereiche eingrenzen:
Medienkompetenz
Medienkompetenz umschließt Medienkritik, Medienkunde, Mediennutzung und Mediengestaltung
Kommunikation und Kollaboration
Damit ist die aktive Teilnahme in sozialen Netzwerken und im Bereich des Bildungssektors gemeint.
Digitale Identität und Karriereplanung
Da jede Person eine eigene digitale Identität besitzt, gilt es diese nicht nur aufzubauen, sondern auch zu pflegen.
IT-Kompetenz
Es ist wichtig mit digitalen Technologien umgehen zu können, sowohl im Studium und Beruf, als auch im Alltag. Nur so ist eine sichere und adäquate Nutzung gewährleistet.
Digitales Lernen und Lehren
Für Lern- und Lehrzwecke muss eigenständig, aber auch im Kollektiv mit beispielsweise E-Learning oder Distance Learning ein souveräner Umgang gefunden werden.
Informationskompetenz
Informationskompetenz bedeutet ein kritischer und kompetenter Umgang mit Informationen. Dazu zählen die Fähigkeiten, diese beschaffen, bewerten und korrekt verwenden zu können.
Digitale Wissenschaft
Dieses Element schließt die Nutzung und das Erzeugen von digitalen Daten, Quellen und anderen digitalen Untersuchungsmethoden ein, um wissenschaftliche Ziele zu erreichen.
Die jeweilige Gewichtung der Elemente der digitalen Kompetenz hängt allerdings vom Bereich des Nutzens ab. So werden an Hochschulen und in anderen Bildungssektoren die Kompetenzbereiche anders ausgeprägt sein, als in wirtschaftlichen Unternehmen.

### Orientierung in einer erweiterten Erfahrungswelt
Durch das virtuelle Medium wird die Realität neu erfunden und es entsteht eine erweiterte Erfahrungswelt. Diese erweiterte Erfahrungswelt verändert die Wahrnehmung von Umwelt, Gesellschaft und Identität. In dieser neuen Welt muss zuerst jedes Individuum einmal lernen, sich dort zurechtzufinden, also sich selbst zu organisieren. Das Internet, die Blogosphäre und Social Media sind im 21. Jahrhundert wichtige Quellen für politische Meinungsbildung, aber durch räumliche und kulturelle Entgrenzung und intransparente Einflussnahme unterschiedlichster Interessengruppen anfällig für Missverständnisse, Manipulation und Desinformation. Daher müssen neben technischen und medienkritischen auch psychologische und interkulturelle Fähigkeiten stärker geschult werden, damit Bürger digitale Kompetenzen kontinuierlich aktiv weiterentwickeln können und letztlich digitale Mündigkeit erlangen.

### Digitale Kompetenz als Schlüsselkompetenz für lebenslanges Lernen
Der Europäische Rat hat am 22. Mai 2018 eine Empfehlung (2018/C 189/01) an die Mitgliedsstaaten zu den Schlüsselkompetenzen für lebenslanges Lernen ausgegeben. Digitale Kompetenz zählt zu den acht Schlüsselkompetenzen für Lebenslanges Lernen. Schwerpunkte werden dabei in der Förderung von Kenntnissen und Qualifikationen gesehen, die für die „persönliche Entfaltung, Gesundheit, Vermittelbarkeit und soziale Inklusion“ benötigt werden.
Die Aneignung von digitalen Kompetenzen, insbesondere im Berufskontext, wird „Digital Upskilling“ genannt. Eine entsprechende Förderung digitaler Kompetenzen seitens der Arbeitgeber, zum Beispiel im Gesundheitswesen, ist von entscheidender Bedeutung. Technologische Möglichkeiten werden ihre positive Wirkung auf Mitarbeiterzufriedenheit und zum Beispiel Patientenbehandlung nur entfalten, wenn Mitarbeitende für Veränderungen bereit sind und seitens der Führungskräfte tätigkeitsnahe Aus- und Weiterbildungsangebote geschaffen werden.

## Begriffliche Entwicklungen
Der Begriff Digitale Kompetenz entstand in der Ära des 20. Jahrhunderts. Er steht mit verschiedensten Begriffen wie Medienkompetenz, Digitalisierung, digitaler Bildung, Lernen 4.0 und Industrie 4.0 in Verbindung. Dies sind allesamt Denkinhalte und Fachausdrücke der deutschsprachigen Erziehungswissenschaft im Fachbereich Medienpädagogik. Medienkompetenz ist mitunter in der Medienpädagogik eines der weit verbreitetsten Begriffe und gilt auch als eine der bedeutendsten Errungenschaften in der Historie der Massenmedien. Digitale Kompetenz resultiert aus der Geschichte der Medienkompetenz. Der Begriff Medienkompetenz ist Ende des Zweiten Weltkrieges durch Dieter Baacke entstanden und für die Wissenschaft unabdingbar. Seit den 1990er Jahren gilt Medienkompetenz als ein fester Bestandteil der Medienpädagogik. Der Grundgedanke tauchte in der Geschichte schon früher auf und steht in Verbindung mit der Industrialisierung des 19. Jahrhunderts. Das Aufkommen von der Massenpresse erhob einen bedeutenden Schritt in der Kommunikation. Die Kommunikation der Menschheit änderte sich stetig, so spricht Dirk Baecker mehrere Übergänge der gesellschaftlichen Kommunikationsart an. Begonnen hat unsere Kommunikation durch die Einführung der Sprache, der sogenannten Stammgesellschaft. Durch die Schrift entstand nach Baecker die zweite Gesellschaft, die antike Hochkultur. Die moderne Gesellschaft wurde durch den Buchdruck geprägt. Die letzte von Baecker genannte Gesellschaft, die nächste Gesellschaft, erfuhr durch die Einführung des Computers einen zentralen Umbruch in der Art und Weise ihrer Interaktionsform, aber auch innerhalb der Technologie. Durch die Anforderungen, die aufgrund der neuen digitalisierten Medien entstanden sind, entwickelte sich aus der Medienkompetenz der Anspruch nach Digitaler Kompetenz.
Digitale Kompetenz gilt in diesem Jahrtausend als notwendige Voraussetzung für die Teilhabe an modernen Informationsgesellschaften. Zentral hierbei ist einerseits Medienkritik, d. h. die kritische Haltung gegenüber digitalen Medien, die für eine aufklärende und reflektierende Gesellschaft wesentlich ist. Dazu trägt auch informatische Grundbildung bei, die die algorithmenbasierte Funktionsweise sozialer Medien erst verstehbar macht. Andererseits sind informatische Grundbildung und technische Beherrschung digitaler Medien zunehmend Voraussetzung für Berufswelt und Hochschule.

## Vermittlung digitaler Kompetenz und Bildung am Beispiel Österreichs
„Die heutige Hochschul- und Arbeitswelt verlangt nach digitalen Kompetenzen“. Daher ist es wichtig, dass sich eine zeitgemäße Hochschulausbildung an die gesellschaftlichen Entwicklungen anpasst und „die Digitalisierung in alle[n] Lebensbereiche[n] in ihren Lehrplänen berücksichtigt“. Doch biographisch sollte Digitale Kompetenz nicht erst mit der Hochschulbildung und beruflicher Weiterbildung Einzug in die Ausbildung erhalten, sondern bereits in der Schule, spätestens aber mit Beginn der Sekundarstufe I, gelehrt werden.
Pädagogische Einrichtungen haben die Verantwortung, Digitale Kompetenzen an jeden Schüler zu vermitteln, indem sie die pädagogische Praxis überarbeiten. Informelles Lernen allein reicht nicht aus, um angemessene Digitale Kompetenzen zu sichern. Die pädagogischen Praktiken sind genauso wichtig, wie die Nutzung von Technologien im Unterricht, um Digitale Kompetenzen zu verbessern.
So wird in der Digital Roadmap Austria gefordert: „Kein Kind soll ohne digitale Kompetenzen die Schule verlassen.“ Digitale Kompetenzen, sowie der Umgang mit digitalen Technologien und Medien sind Schlüsselqualifikationen für die Teilhabe an der Gesellschaft und für die Erhöhung der Chancen am Arbeitsmarkt. Daher soll digitale Bildung breitflächig Eingang in Österreichs Schulen finden und das so früh wie möglich. Am besten bereits im Kindergarten, um einer digitalen Kluft entgegenzuwirken. Natürlich muss die Hinführung zu Digitalen Kompetenzen altersadäquat erfolgen, um „nachhaltige Begeisterung und Interesse bei Kindern und Jugendlichen hervorzurufen.“ Neben technischen Fähigkeiten soll ganz besonders der kritische und reflektierte Umgang mit Technologien, das Bewusstsein für Datenschutz, der verantwortungsvolle Umgang mit Daten, sowie der kritische Umgang mit Informationen erlernt werden.
Die EU ist sich der Bedeutung von IT- und Medienkompetenz für die Schüler aller Altersstufen bewusst und fordert diese ausdrücklich in ihrer Digitalen Agenda. Weiters hat die EU den Digitalen Kompetenzen eine „der acht Schlüsselkompetenzen für das lebensbegleitende Lernen gewidmet“. In Österreich wird Digitale Kompetenz und informatische Bildung durch die Festschreibung in Lehrplänen, Unterrichtsprinzipien und Bildungsanliegen gesichert.
Das Bundesministerium für Bildung, Wissenschaft und Forschung hat daher ein Kompetenzmodell entwickelt, digi.komp. „[D]iese[s] definiert Zielbilder der digitalen und informatischen Kompetenzen, die Schüler und Pädagogen zu bestimmten Zeitpunkten ihrer schulischen oder beruflichen Laufbahn erworben haben sollten.“ und „trägt zur […] praktischen Umsetzung [der] verbindlichen Vorgaben bei.“ Die Sammlung der Kompetenzmodelle startet mit der Grundschule und geht über die Mittelschule bis zur Oberstufe.
Daher wurde das Ziel gesetzt, neue Technologien in pädagogischen Handlungsfeldern sinnvoll zu integrieren. Für die Umsetzung dieses Ziels ist das Wissen und das Engagement der Mitarbeiter von pädagogischen Einrichtungen ausschlaggebend, da diese ihre Kompetenzen zu neuen Technologien hauptsächlich in ihrer Freizeit erwerben. Zusätzlich erhalten die eigenen Kompetenzen und Erfahrungen der Pädagogen im Umgang mit PC und Internet eine große Bedeutung bezüglich der Vermittlung von Medienkompetenzen an Kinder und Jugendliche.
Aus diesem Grund wurde auch digi.kompP („Digitale Kompetenz für Pädagogen“) ins Leben gerufen. Dieses Kompetenzmodell soll u. a. als Instrument zur Selbsteinschätzung und kontinuierlichen Professionsentwicklung eine Hilfestellung für Lehrer darstellen. Hilfestellungen jeglicher Art sind besonders für Pädagogen ungemein wichtig um sicherzustellen, dass sie diese großen Veränderungen in der pädagogischen Praxis nicht alleine meistern müssen. Denn es kann nicht die Aufgabe einzelner Lehrpersonen sein, die Pädagogik fundamental zu verändern.
Doch auch in der außerschulischen Bildungsarbeit werden Digitale Kompetenzen immer präsenter. So spielen im Wandel der Weiterbildungsangebote der PC und das Internet eine wichtige Rolle. Mit dem Internet können neue Konzepte für Weiterbildung geschaffen werden. Durch die neuen, veränderten Erfordernisse der Weiterbildung entsteht der Anspruch nach selbstgesteuertem Lernen, wobei die außerschulische Bildungsarbeit durch ein hohes Maß an Eigeninitiative gekennzeichnet ist. Dabei stellt sich erstens die Frage, inwieweit die erwachsenen Lernenden die notwendigen Voraussetzungen an das selbstgesteuerte Lernen zu erfüllen vermögen. Daraus ergibt sich die zweite Frage, in welcher Weise Lernen über das Internet gestaltet werden kann, damit Pädagogen Medienkompetenzen erwerben, um diese anschließend für ihre pädagogischen Angebote nutzen zu können.
Mit dem Pakt für digitale Kompetenz als Zusammenschluss von Wirtschaft, Bildungseinrichtungen und der öffentlichen Verwaltung (Bundesministerium für Digitalisierung und Wirtschaftsstandort) wurde dem Thema mehr Gewicht verliehen, um digitale Basiskompetenzen in der Nutzung der mobilen Services in verschiedenen Zielgruppen aufzubauen. Auf Basis des europäischen Referenzrahmens für Digitale Kompetenzen (DigComp 2.1) wurde zu diesem Zweck im Auftrag des Bundesministerium für Digitalisierung und Wirtschaftsstandort (BMDW) das digitale Kompetenzmodell „DigComp 2.2 AT“ für Österreich erstellt. Es soll dabei helfen, digitale Kompetenzen anhand von Entwicklungsstufen (Kompetenzstufen 1 = grundlegend bis 8 = hoch spezialisiert) einzuordnen - ähnlich wie im Bereich der Sprachkompetenzen mit dem GERS (Gemeinsamer europäischer Referenzrahmen für Sprachen) bereits etabliert.
Im März 2019 wurde die Taskforce Digitale Kompetenzen als interdisziplinäres österreichisches Gremium seitens Bundesministerium für Digitalisierung und Wirtschaftsstandort (BMDW) als Beratungsorgan für digitale Kompetenzen eingerichtet. Mit dem Vorsitz wurde der gemeinnützige Verein „fit4internet“ betraut, der auch Mitglied der Digital Skills and Job Coalition (DSJC) der Europäischen Kommission und damit in die Entwicklungen auf europäischer Ebene eingebunden ist. Die interdisziplinäre Taskforce kuratiert das „Digitale Kompetenzmodell für Österreich - DigComp 2.2 AT“.